# Контраобавештајна служба
Контраобавештајна служба (КОС) је била самостална служба у војној организацији Југословенске народне армије (ЈНА). Настала је 1946. године од Трећег одсека Озне при Министарству народне одбране.

## Историја
Након доношења Устава ФНРЈ, 13. марта 1946. године, реорганизоване су сигурносно-обавештајне службе. Од Првог и Другог одсека Озне формирана је при Министарству унутрашњих послова — Управа државне безбедности (Удба), док је од Трећег одсека Озне при Министарству народне одбране формирана — Контраобавештајна служба Југословенске армије (КОС). 
Управа Контраобавештајне службе је 1. марта 1948. године ушла у састав Генералштаба Југословенске армије и постала њена XII управа. У Органе безбедности Контраобавештајна служба је преименована 23. марта 1955. године. Тада је из Генералштаба ЈНА измештена у Државни секретаријат за народну одбрану (ДСНО), а касније Савезни секретаријат за народну одбрану (ССНО). У организацијском саставу ДСНО (ССНО) постојала је Управа безбедности, а органи безбедности били су у формацијском саставу команди, јединица и установа војске и ССНО. 
Након нестанка ЈНА и формирања Војске Југославије, 20. маја 1992. године, Управа безбедности је поново измештена из ССНО и враћена у Генералштаб ВЈ.
Контра-обавештајна служба играла је значајну улогу током распада СФРЈ, а њене најпознатије операције су — операција Лабрадор и Операција опера оријенталис, као и Афера Шпегељ и операција Штит.

## Руководиоци
- начелници Трећег одељења при Одељењу за заштиту народа (Озна), 1944—1946:
  - Јефто Шашић, 1944—1945
  - Вјекослав Клишанић, 1945
  - Иван Рукавина, 1945—1946

- начелници Контраобавештајне службе при Генералштабу ЈНА, 1946—1955:
  - Иван Рукавина, 1946—1947
  - Блажо Јанковић, 1947—1948
  - Ђоко Јованић, 1948
  - Срећко Манола, 1948—1953
  - Иван Рукавина, 1953—1955

- начелници Управе безбедности при Савезном секретаријату за народну одбрану, 1955—1992:
  - Иван Рукавина, 1955—1959
  - Радо Пехачек, 1959—1960
  - Срећко Манола, 1960—1963
  - Мирко Буловић, 1963—1970
  - Радован Војводић, 1970—1974
  - Асим Хоџић, 1974—1980
  - Георгије Јовичић, 1980—1984
  - Стане Бровет, 1984—1988
  - Ђорђе Миражић, 1988—1990
  - Вулета Вулетић, 1990—1992